# Ливанский фронт
Ливанский фронт (араб. الجبهة اللبنانية‎, фр. Front Libanais), в арабско-русской практической транскрипции - Джабхат Аль-Любнанийа — политическая коалиция правохристианских сил в ливанской гражданской войне.
Создан в 1976 году объединением праворадикальных, национал-либеральных и консервативных организаций христианской общины Ливана. Располагал вооружённым крылом Ливанские силы. Противостоял «левомусульманскому блоку» и сирийскому военно-политическому вмешательству. Распался в середине 1980-х в результате внутренней борьбы в правохристианском лагере.

## Военный контекст создания
13 апреля 1975 года бейрутская Автобусная резня обозначила начало гражданской войны в Ливане. 24 октября 1975 началась почти полугодовая Битва отелей за контроль над ливанской столицей. Правохристианские и «левомусульманские» силы повели вооружённую борьбу за власть.
К «левомусульманскому блоку» относились прежде всего Организация освобождения Палестины (ООП; Ясир Арафат), Прогрессивно-социалистическая партия (ПСП; Камаль Джумблат), Ливанская коммунистическая партия (Никола Шауи), насеристская организация Мурабитун (Ибрагим Кулайлат), Ливанское национальное движение.
В правохристианский блок входили партия Катаиб (Пьер Жмайель), Национал-либеральная партия (НЛП; Камиль Шамун), движение Стражи кедров (Этьен Сакер), движение Марада (Сулейман Франжье), организация Танзим (Жорж Адуан), Ливанское молодёжное движение (Башир Марун).
Между правохристианскими структурами существовали острые противоречия политико-идеологического, межкланового и межличностного характера. Праворадикальная фалангистская Катаиб придерживалась позиций социального популизма, тогда как НЛП и особенно «Марада» отстаивали интересы «старой аристократии времён французского мандата». Финикистская идеология «Стражей кедров» радикально отрицала арабский характер ливанской нации, что было приемлемо не для всех правохристиан. Неприятие фалангистов и национал-либералов вызывали тесные связи «Марады» с Сирией. Семейства Жмайель (Катаиб), Шамун (НЛП), Франжье («Марада») жёстко конкурировали за влияние.
Однако прочная объединяющая платформа создавалась принадлежностью к христианской общине (обычно восточно-католической маронитской, реже мелькитской греко-католической или антиохийской православной), правые прозападные идейно-политические позиции, непримиримый антикоммунизм, ливанский национализм, отвержение панарабизма, враждебность к палестинскому присутствию в Ливане, готовность к сотрудничеству с Израилем в борьбе против общего врага.
С самого начала гражданской войны противостоящие блоки объединяли свои вооружённые силы. В правохристианском лагере доминировали Силы регулирования Катаиб (фалангистская милиция; Уильям Хауи, Башир Жмайель) и национал-либеральная Милиция Тигров (Наим Бердкан, Дани Шамун), крупными формированиями располагали «Стражи кедров» и «Танзим» («Марада» со своей Армией освобождения Згарты держалась обособленно в силу своей кланово-политической специфики). Объективная военная консолидация побуждала к политическому альянсу.

## Структура правохристианской коалиции
Ливанский фронт был учреждён 31 января 1976 года. Первоначально он получил название Ливанский фронт за свободу и человека. В коалицию вошли крупнейшие правохристианские организации:
- Катаиб
- Национал-либеральная партия
- Марада
- Стражи кедров
- Танзим

Руководство Ливанского фронта сформировали ведущие лидеры правохристианского лагеря; некоторые из них принадлежали не только к политической элите, но и к маронитской конфессиональной иерархии либо творческой интеллигенции):
- Шарль Малик (христианский философ и теолог, бывший министр иностранных дел Ливана, соавтор Всеобщей декларации прав человека) — инициатор-идеолог
- Камиль Шамун (основатель Национал-либеральной партии, бывший президент Ливана) — председатель
- Пьер Жмайель (основатель партии Катаиб, бывший министр здравоохранения, туризма, финансов, внутренних дел)
- Жозеф Абу Халил (идеолог Катаиб)
- Сулейман Франжье (основатель Марады, на тот момент президент Ливана)
- Этьен Сакер (основатель Стражей кедров)
- Жорж Адуан (член Командного совета Танзим)
- Саид Акл (философ, лингвист и поэт, составитель ливанского алфавита на латинице, идеолог Стражей кедров)
- Фуад Фрем аль-Бустани (поэт, бывший президент Ливанского университета)
- Шарбель Кассис (генерал монашеского ордена Лига маронитов)
- Булус Нааман (преемник Кассиса во главе Лиги маронитов)

Важную роль в Ливанском фронте с самого начала играли командиры партийных вооружённых формирований:
- Уильям Хауи (командующий Силами регулирования Катаиб)
- Башир Жмайель (после гибели Хауи — командующий Силами регулирования Катаиб, младший сын Пьера Жмайеля)
- Амин Жмайель (Силы регулирования Катаиб, старший сын Пьера Жмайеля)
- Фуад Абу Надер (Силы регулирования Катаиб, внук Пьера Жмайеля)
- Фади Фрем (Силы регулирования Катаиб)
- Ильяс Хобейка (Силы регулирования Катаиб)
- Самир Джааджаа (Силы регулирования Катаиб)
- Карим Пакрадуни (Силы регулирования Катаиб)
- Дани Шамун (после гибели Наима Бердкана — командующий Милицией Тигров, сын Камиля Шамуна)
- Тони Франжье (командующий Армией освобождения Згарты, сын Сулеймана Франжье)

Военизированное крыло Ливанского фронта получило название Ливанские силы. К 1977 году правохристианские вооружённые силы насчитывали до 18 тысяч бойцов (при 3-миллионном населении Ливана). Самой сильной была фалангистская милиция Катаиб — 8 тысяч бойцов. «Милиция Тигров» и «Марада» насчитывали по 3—4 тысячи человек, «Танзим» — около 1,5 тысячи, «Стражи кедров» — примерно 1 тысячу, монашеское ополчение маронитов — порядка 0,2 тысячи. Налаживание единого командования составляло сложную проблему — в основном из-за соперничества между Баширом Жмайелем и Дани Шамуном.
Идеологические различия между участниками Ливанского фронта сглаживались декларативном признанием общих принципов, сформулированных Шарлем Маликом (этот беспартийный деятель пользовался всеобщим уважением ливанских христиан). Общими целями признавались независимость Ливана, демократия и плюрализм, защита прав человека, гарантия безопасности христианской общины, отпор прокоммунистическим силам.

## Военно-политическая история

### «Двухлетняя война»
В 1976—1977 годах правохристиане взяли под прочный контроль около трети территории Ливана — прежде всего Восточный Бейрут, Горный Ливан и Северный Ливан. Весной 1976 года христианские милиции в ожесточённых боях нанесли поражение палестинско-мусульманским формированиям в ходе так называемого «наступления в горах». В августе 1976 года крупной победой правохристиан завершилось сражение за Тель-Заатар.
«Двухлетняя война» — первый период гражданской войны в Ливане — прошла в целом успешно для Ливанского фронта, но сопровождалась большими потерями и разрушениями. Политическая суть войны характеризовалась как общехристианское противостоянии палестинской агрессии и прокоммунистическим союзникам ООП.
Как политическая организация Ливанский фронт выдвинул пакет законопроектов о гражданстве, обеспечении политических прав, выдворении палестинцев, социальной поддержке ливанского населения, независимой внешней политике — выдержанных в духе правохристианских идеологических установок.
В этот период Ливанский фронт и «Ливанские силы» сотрудничали с сирийскими войсками, приглашёнными на территорию Ливана президентом Франжье. ООП и ПСП являлись общим противником для правохристиан и сирийцев.

### Раскол и насильственная консолидация
Раскол в Ливанском фронте обозначился в 1978 году, когда Катаиб, национал-либералы и «Стражи кедров» выступили категорически против дальнейшего присутствия сирийцев в Ливане. С февраля по апрель и с июоля по октябрь 1978 «Ливанские силы» вели Стодневную войну против сирийских войск. При этом сигналом к возобновлению боёв стало объявление Ливанским фронтом всеобщей забастовки 1 июля 1978.
Этот вопрос был принципиален для «Марады», поскольку политика Сулеймана Франжье строилась на альянсе с Хафезом Асадом. В мае 1978 «Марада» по решению Франжье вышла из Ливанского фронта. Между Катаиб и «Марадой» начались вооружённые столкновения. Башир Жмайель принял решение ликвидировать вооружённые силы «Марады» и консолидировать в «Ливанских силах» правохристианские организации на севере страны.
13 июня 1978 года боевики фалангистской милиции по приказу Башира Жмайеля совершили Эденскую резню: были убиты Тони Франжье, его жена и дочь, а также около тридцати охранников. Разрыв Ливанского фронта с «Марадой» после этого стал необратимым, семейства Франжье и Жмайель разделила смертельная вражда.
Башир Жмайель продолжал политику силовой консолидации правохристианского лагеря. Следующим её этапом стал удар по национал-либералам — резня в Сафре 7 июля 1980 года. Были убиты около двухсот сторонников НЛП и семейства Шамун, в том числе несколько десятков боевиков «Милиции Тигров». После этого вооружённые формирования национал-либералов были распущены и частично включены в состав фалангистской милиции. Катаиб фактически продиктовала НЛП новые условия консолидации Ливанского фронта — в том числе фалангистские идеологические установки, включая «экономику Третьего пути».

### Гибель лидера
В начале 1980-х Ливанский фронт являл собой уже не блок равноправных союзников, а коалицию под эгидой Катаиб при лидерстве Башира Жмайеля. «Ливанские силы» фактически слились с фалангистской милицией. Их численность достигала 25 тысяч бойцов.
В 1981 году «Ливанские силы» одержали крупную победу над сирийско-палестинскими войсками в Битве при Захле. Позиции Ливанского фронта укрепились. На следующий год правохристиане фактически поддержали израильское вторжение и изгнание ООП из Ливана. На этом фоне 23 августа 1982 года Башир Жмайель был избран президентом Ливана. Это означало фактический приход к власти Катаиб как доминирующей силы Ливанского фронта.
Однако 14 сентября 1982 Башир Жмайель и ещё 26 человек погибли в результате теракта, организованного сирийскими спецслужбами. Это нанесло Катаиб и Ливанскому фронту непоправимый ущерб. Хотя новым президентом был избран Амин Жмайель, он не обладал политическим потенциалом брата и не смог удержать ситуацию под контролем.

## Распад фронта
В 1984 году скончался Пьер Жмайель. В 1987 году не стало Камиля Шамуна и Шарля Малика. Ливанский фронт лишился всех самых авторитетных лидеров.
Новые руководители Катаиб — Амин Жмайель, Элие Карам, Жорж Сааде, Карим Пакрадуни — не обладали всеобщим признанием ни в партии, ни тем более в христианской общине. Доминирование в Катаиб перешло к фалангистским полевым командирам — Ильясу Хобейке, Самиру Джааджаа, Фади Фрему, Фуаду Абу Надеру. Но Фрем вскоре отошёл от дел из-за военных неудач, а Абу Надер не желал участвовать в междоусобной борьбе правохристиан. В 1985 году началось ожесточённое военное противостояние между Джааджаа и Хобейкой. Победу одержал Джааджаа, Хобейка же окончательно перешёл на просирийские позиции.
События 1985—1986, междоусобные бои фалангистов, означали фактический коллапс Ливанского фронта. Этим воспользовались власти Сирии, постепенно устанавливавшие контроль над ливанской политикой. Изменить ситуацию попытался Дани Шамун, взявшийся формировать новый Ливанский фронт на антисирийской платформе. Однако в новых условиях этого не давало эффективных результатов.
21 октября 1990 года Дани Шамун был убит вместе с семьёй. После его смерти Ливанский фронт окончательно прекратил существование. Составлявшие его структуры были либо поставлены под сирийский контроль, либо подавлены сирийской оккупацией 1990—2005.

## Продолжение традиции
Политическая традиция Ливанского фронта в значительной степени возобновилась после Кедровой революции 2005 года. Её носителями выступают представители семейства Жмайель в новом руководстве Катаиб, партия «Ливанские силы» во главе с Джааджаа, организация Фронт свободы Абу Надера (в последнем случае преемственность подчёркнута даже в названии). На современном этапе традиция выражается в жёсткой антисирийской позиции.